# Puccinellia magellanica
Puccinellia magellanica là một loài thực vật có hoa trong họ Hòa thảo. Loài này được (Hook.f.) Parodi miêu tả khoa học đầu tiên năm 1937.